# Comuna Fîlenkove, Ciutove
Fîlenkove (în ucraineană Филенкове) este o comună în raionul Ciutove, regiunea Poltava, Ucraina, formată din satele Berezove, Fîlenkove (reședința), Kozace, Nîkonorivka și Șciorsivka.

## Demografie
Componența lingvistică a comunei Fîlenkove
     Ucraineană (97,85%)
     Rusă (1,86%)
Conform recensământului din 2001, majoritatea populației comunei Fîlenkove era vorbitoare de ucraineană (97,85%), existând în minoritate și vorbitori de rusă (1,86%).